# Kevin Keegan
Joseph Kevin Keegan OBE (Armthorpe, 14 de fevereiro de 1951) é um ex-futebolista e ex-treinador inglês que ganhou 2 BallonDo'r.

## Jogador
Defendeu em sua carreira o Scunthorpe United, Liverpool, Southampton, Hamburgo, Newcastle e Blacktown City.
Na Copa do Mundo de 1982 na Espanha, Keegan era a principal estrela da Seleção Inglesa, porém não encontrava-se em perfeita condição de jogo devido a uma contusão. Assim jogou somente cerca de 26 minutos da última partida da Inglaterra na Copa, jogo este contra a Espanha o qual ficou empatado em 0–0, beneficiando a Alemanha Ocidental que após empate de 0–0 com a Inglaterra ganhou de 2–1 da Espanha e passou para a semifinal. Naquele jogo contra a Espanha, Keegan entrou no lugar de Tony Woodcock e nos minutos finais perdeu um gol praticamente feito ao cabecear para fora após um cruzamento de Bryan Robson.

## Treinador
Foi treinador do Newcastle por duas vezes, além do Fulham e Manchester City. Comandou a Seleção Inglesa na Eurocopa 2000.

## Títulos
Liverpool
- Campeonato Inglês: 1972–73, 1975–76, 1976–77
- Copa da Inglaterra: 1973–74
- Supercopa da Inglaterra: 1974, 1976
- Liga dos Campeões da UEFA: 1976–77
- Liga Europa da UEFA: 1972–73, 1975–76

Hamburgo
- Bundesliga: 1978–79

### Prêmios individuais
- Ballon d'Or: 1978, 1979
- Hall da Fama do Futebol Inglês: 2002
- Futebolista Inglês do Ano pela FWA: 1975–76
- Futebolista Inglês do Ano pela PFA: 1981–82
- FIFA 100
- Onze d'Argent: 1976, 1980
- Onze d'Or: 1977, 1979

### Artilharias
- Eliminatórias da Eurocopa de 1980 (7 gols)